# دانشگاه تریسته
دانشگاه تریسته (انگلیسی: University of Trieste) یک دانشگاه در منطقهٔ فریولی ونتزیا جولیا ایتالیا واقع شده است.

## سازماندهی
بر اساس سازماندهی ساختار علمی سال ۲۰۱۰، این دانشگاه به ۱۰ گروه آموزشی تقسیم شده است:
● گروه بالینی، علوم پزشکی، جراحی و بهداشت
● گروه فیزیک
● گروه مهندسی و معماری
● گروه ریاضیات و علوم زمین
● گروه علوم شیمی و داروشناسی
● گروه علوم زیستی
● گروه علوم اقتصادی، بازرگانی، ریاضی و آمار
● گروه حقوق، زبان، تفسیر و مطالعات ترجمه
● گروه علوم سیاسی و اجتماعی
● گروه علوم انسانی

## رتبه‌بندی
تایمز در رتبه‌بندی دانشگاه‌های جهان در سال ۲۰۱۴، این دانشگاه را در میان دانشگاه‌های ایتالیا در رتبه دوم قرار داد. گزارش اخبار جهان ایالات متحده در سال ۲۰۱۹ آن را در رتبه ۶۷ در میان ۱۰۰ دانشگاه برتر جهان در رشته علوم فضایی قرار داد. این دانشگاه در رتبه‌بندی دانشگاه‌های جهان در سال ۲۰۱۸، در بین ۱۰۰ دانشگاه برتر در رشته‌های علوم زیستی و علوم پزشکی قرار دارد.